# 우팔리즈

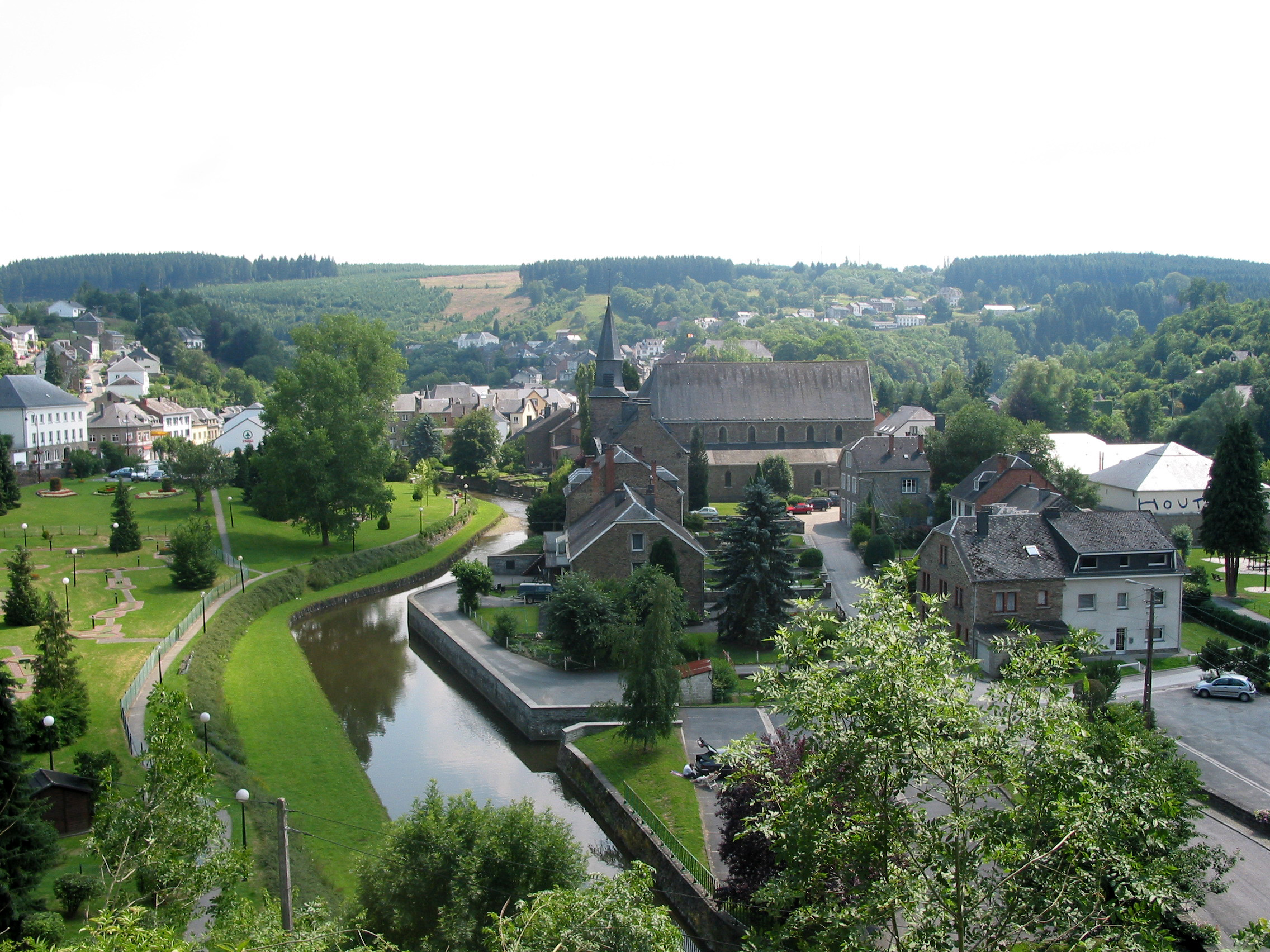
우팔리즈

우팔리즈(프랑스어: Houffalize, 독일어: Hohenfels 호엔펠스[*])는 벨기에 왈롱 뤽상부르주에 위치한 도시로 면적은 166.58km2, 인구는 5,177명(2016년 1월 1일 기준), 인구 밀도는 31명/km2이다.

시 문장